# Ларін Григорій Всеволодович
Григорій Всеволодович Ларін (нар. 1 січня 1909, місто Казань, тепер Татарстан, Російська Федерація — 11 серпня 1971, місто Київ) — радянський науковець-ґрунтознавець, економіст, секретар Херсонського обласного комітету КП(б)У. Доктор сільськогосподарських наук (1960), професор (1963).

## Біографія
У 1931 році закінчив Ленінградський сільськогосподарський інститут. З 1931 року працював у колгоспно-радгоспному виробництві.
Кандидат сільськогосподарських наук (1936). У 1936—1937 роках — старший науковий співробітник, у 1937—1940 роках — директор Закавказького науково-дослідного інституту водного господарства в Тбілісі. Член ВКП(б).
У 1940 році — начальник відділу науки Народного комісаріату землеробства РРФСР у Москві.
У 1941 році працював науковим керівником Колимської сільськогосподарської дослідної станції. У 1941—1942 роках — заступник начальника з політичної роботи сільськогосподарського управління Дальбуду НКВС СРСР.
З 1942 року — на партійній роботі. Водночас у 1944—1946 роках — доцент кафедри історії партії Херсонського державного педагогічного інституту. До 1946 року — заступник завідувача відділу пропаганди і агітації Херсонського обласного комітету КП(б)У.
У березні 1946 — серпні 1950 року — секретар Херсонського обласного комітету КП(б)У з питань пропаганди і агітації.
У 1947 році закінчив Вищу партійну школу при ЦК ВКП(б).
З серпня 1950 по березень 1953 року — начальник управління пропаганди — заступник начальника Головного управління сільськогосподарської пропаганди Міністерства сільського господарства Української РСР.

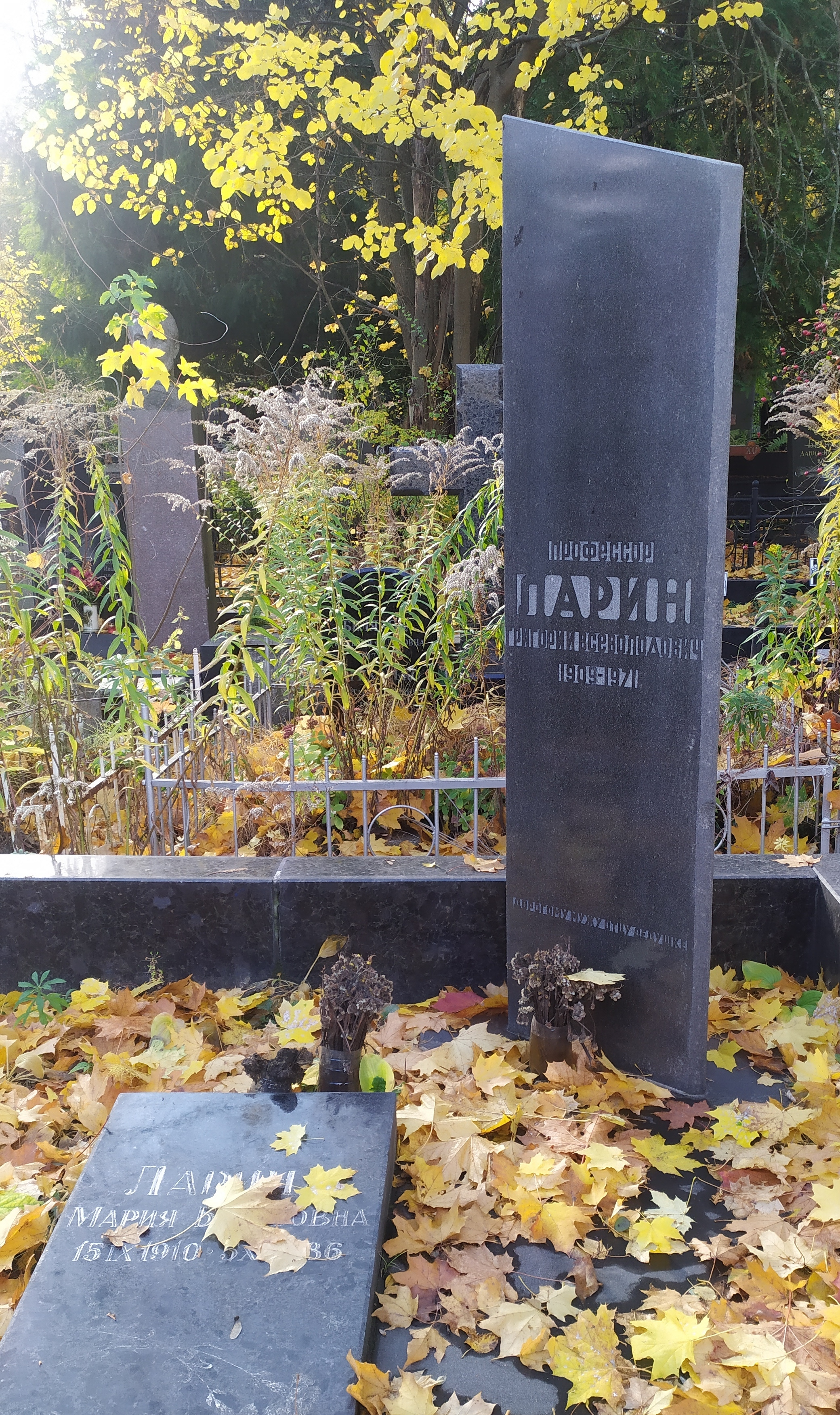
Могила Григорія Ларіна, Байкове кладовище

З 1953 року викладав в Українській сільськогосподарській академії в Києві. З 1963 до 1966 року — декан економічного факультету Української сільськогосподарської академії.
У 1968—1970 роках — головний експерт ЮНЕСКО в сільськогосподарському інституті в Республіці Малі.
У 1970—1971 роках — професор кафедри економіки Української сільськогосподарської академії. Автор 70 наукових праць. Вивчав залежність родючості ґрунту і рівня його продуктивного використання від соціально-економічних умов, питання економічного оцінювання земель.
Помер на 63-му році життя 11 серпня 1971 року. Похований на Байковому кладовищі.

## Основні праці
- Экономическое плодородие почвы. Москва, 1964
- Экономическая оценка земли // Земледелие. 1965. № 3
- Мировое сельское хозяйство // Междунар. с.-х. журнал. 1967. № 1
- Об экономической оценке земли. К., 1969
- О преподавании общественных наук в сельскохозяйственных вузах. К., 1970.

## Нагороди та відзнаки
- орден «Знак Пошани» (23.01.1948)
- медалі